# Walther Gross

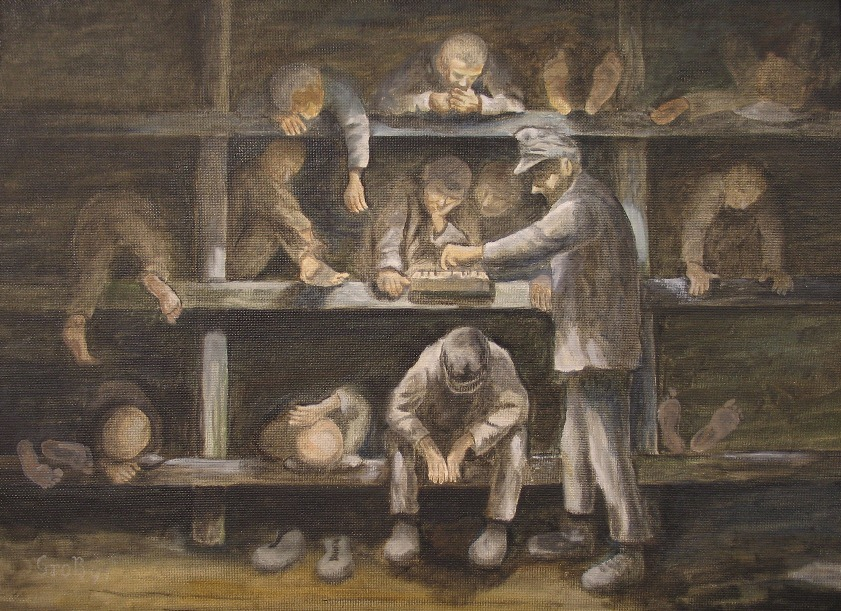
Menschen im Regal III, 1987

Walther Gross (* 6. April 1920 in Wien; † 26. September 2014 in Zwettl) war ein österreichischer bildender Künstler. Er wurde vor allem durch jene Bilder bekannt, in denen er die Eindrücke seiner Kriegsgefangenschaft in der Sowjetunion festhielt.

## Leben und Werk
In den Jahren von 1930 bis 1938 besuchte Walther Gross die Beethovenrealschule in Wien, seine Zeichenlehrer waren die akademischen Maler Fritz Jäger und Robert Sedlatschek. Weiters erhielt Gross 1933 Unterricht bei Franz Cizek, dem Begründer des „schöpferischen Kinderzeichnens“.
Zum 27. März 1940 trat Gross der SS bei (SS-Nummer 423.600). Im Alter von zwanzig Jahren kam er als Soldat der Waffen-SS an die Ostfront, zum 21. Juni 1944 wurde er zum SS-Obersturmführer befördert. Er geriet in Kriegsgefangenschaft und wurde am 27. Dezember 1949 zu 25 Jahren Arbeitsbesserungslager verurteilt. (Dieses Urteil wurde erst am 11. Juni 1992 aufgehoben und das Verfahren wegen Fehlens des Tatbestandes eingestellt). Nach Stalins Tod durfte er am 15. Oktober 1953 heimkehren. Er versuchte, sein Studium an der Akademie der bildenden Künste wieder aufzunehmen, scheiterte jedoch an Mittellosigkeit. Danach war er in der Industrie tätig, 1957 trat er in das Österreichische Bundesheer ein, von wo er 1981 als Brigadier in den Ruhestand ging.
Erst Anfang der 1970er Jahre begann Gross unter dem Eindruck von Alexander Solschenizyns Erzählung Ein Tag des Iwan Denissowitsch, sich wieder mit seinen Kriegserlebnissen und seiner Kriegsgefangenschaft zu beschäftigen und begann auch, diese Eindrücke zu malen. Sein bevorzugtes Medium ist dabei die Ölmalerei auf Hartfaserplatte, sein Stil zeigt Einflüsse von Jugendstil und Expressionismus. Im Mittelpunkt seiner Kunst steht der leidende Mensch. Mehrere Werke von Walther Gross befinden sich heute in den Sammlungen des Wiener Heeresgeschichtlichen Museums.
Walter Gross war seit 1943 verheiratet und Vater von drei Kindern. Er lebte seine letzten Jahre in Zwettl und war öfter Gast in Fernsehdokumentation über den Zweiten Weltkrieg, vor allem zum Thema Kriegsgefangenschaft und Heimkehrer.

## Ausstellungen
- 1992: Sonderausstellung im Heeresgeschichtlichen Museum, Wien
- 1994: Museum Lauriacum, Enns
- 1994: Galerie im Stadttheater, Steyr
- 1995: Burg in Wiener Neustadt
- 1995: Menschen nach dem Kriege, Schallaburg
- 1998: Die im Dunklen sieht man nicht – Kriegsgefangene in Russland, Säulenhalle des Salzburger Rathauses[5]
- 1999: Altes Feuerhaus, Bad Reichenhall
- 2006: Schloss Allentsteig

## Werke
- Menschen im Regal III. 1987, Öl auf Hartfaserplatte, ca. 65 × 85 cm, Heeresgeschichtliches Museum, Wien.
- Arbeitskommission. Öl auf Hartfaserplatte, 38×53 cm
- Im Ölschiefer. Öl auf Hartfaserplatte, 38×40 cm
- Dystrophie. Öl auf Hartfaserplatte, 78×38 cm